# UGC 112
UGC 112 es una galaxia espiral localizada en la constelación de Andrómeda.